# Национална првенства у друмском бициклизму
Национална првенства у друмском бициклизму одржавају се сваке године у разним дисциплинама. У већини случајева, свака држава организује првенство годишње, а већина првенстава одржава се у јуну. Првенства Аустралије и Новог Зеланда одржавају се почетком јануара. Првенство Сједињених Америчких Држава одржавало се крајем маја, због поклапања са Даном помена погинулих, међутим од 2017 помјерено је за јун, ради поклапања са другим првенствима.
Традиционално, првенства у многим државама одржавају се недељу дана прије почетка Тур де Франса. У прошлости, постојале су различите категорије националних првенстава, а број учесника је зависио од броја професионалаца из те државе. Државе које су имале мали број професионалних возача нису организовале посебна првенства, Западна Њемачка, Луксембург и Швајцарска организовали су заједничка првенства.

## Дисциплине
У друмском бициклизму возе се следеће дисциплине у националним првенствима:
- Друмска трка за мушкарце;
- Трка на хронометар за мушкарце;
- Друмска трка за жене;
- Трка на хронометар за жене;
- Друмска трка за мушкарце до 23 године;
- Трка на хронометар за мушкарце до 23 године;
- Друмска трка за жене до 23 године;
- Трка на хронометар за жене до 23 године.

## Мајице за национална првенства
Мајице за национална првенства су бициклистичке мајице, које се додјељују шампионима држава, спонзорисане од стране националних бициклистичких савеза и одобрене од стране Међународне бициклистичке уније UCI. Мајице за национална првенства су обично у бојама државне заставе или се барем користе националне боје државе, као у случају Аустралије, чије боје су жута и златна.
Возачи носе мајицу националног шампиона на свим тркама у тој дисциплини до следећег националног првенства. Важе иста правила као и за мајицу дугиних боја за Свјетско првенство: Национални шампион у вожњи на хронометар може да носи мајицу само у вожњама на хронометар у оквиру етапних трка, као и на Свјетском првенству у вожњи на хронометар. Претходни шампиони могу да носе националне боје на дресу око врата или при дну рукава, као обиљежје бивших шампиона држава.